# Saneczkarstwo (tory lodowe)
Saneczkarstwo na torach lodowych – zimowa dyscyplina olimpijska. Zawodnicy pokonują określony dystans po specjalnym torze, ślizgając się na sankach sportowych. Od 1964 saneczkarstwo znajduje się w programie olimpijskim; rozgrywane są trzy konkurencje - jedynki mężczyzn, jedynki kobiet i dwójki mężczyzn.
Obok igrzysk olimpijskich prestiżowymi zawodami w saneczkarstwie są Mistrzostwa Świata, Mistrzostwa Europy oraz Puchar Świata.
W latach 50. i 60. XX w. do czołówki światowej zaliczali się Polacy, m.in. mistrzami świata byli Jerzy Wojnar (jedynki, 1958 i 1961), Maria Semczyszak (jedynki, 1958), Barbara Piecha (jedynki, 1970), Lucjan Kudzia i Ryszard Pędrak (dwójki, 1963).